# Pilgerherberge

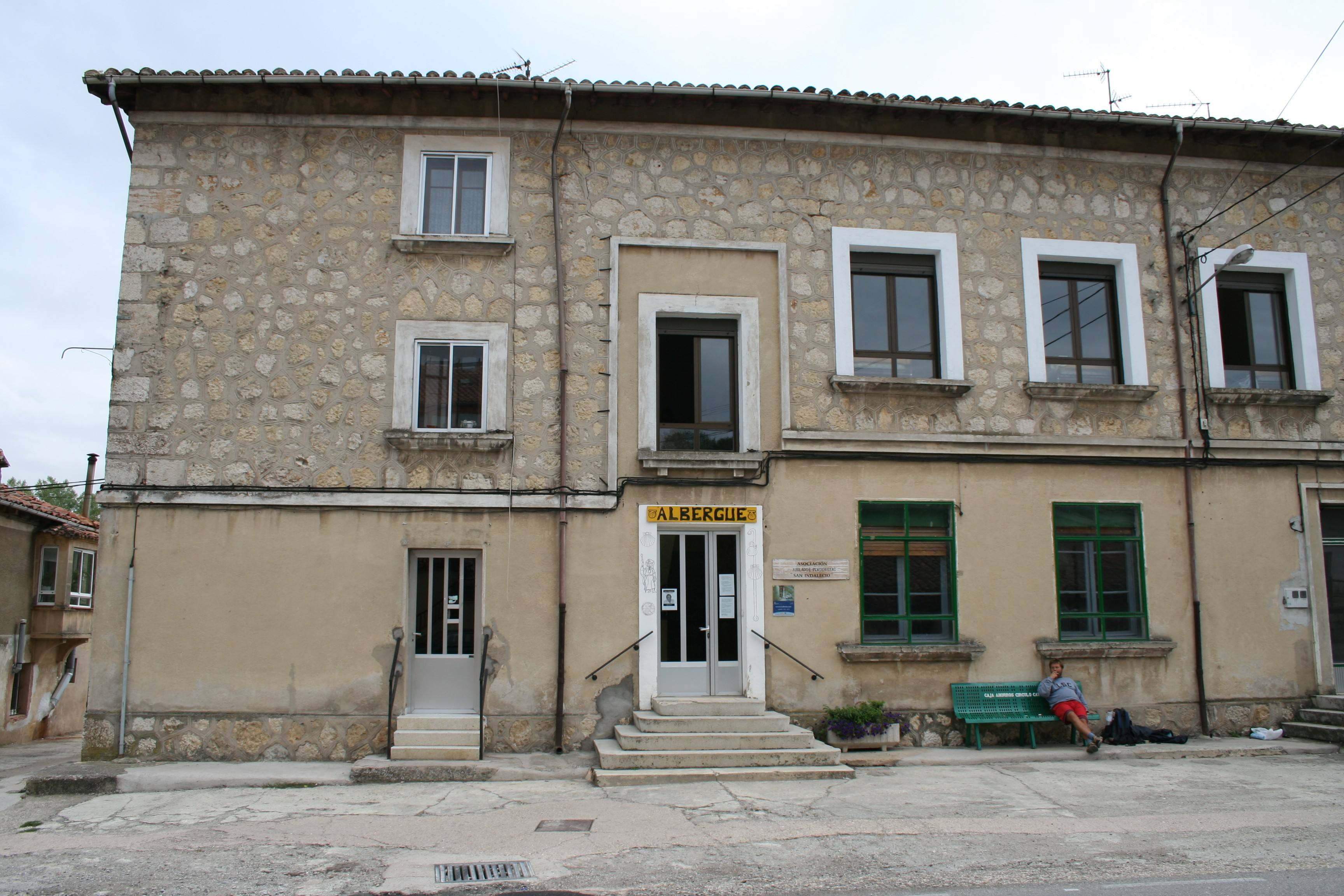
Pilgerherberge am Jakobsweg in Villafranca Montes de Oca (Spanien)

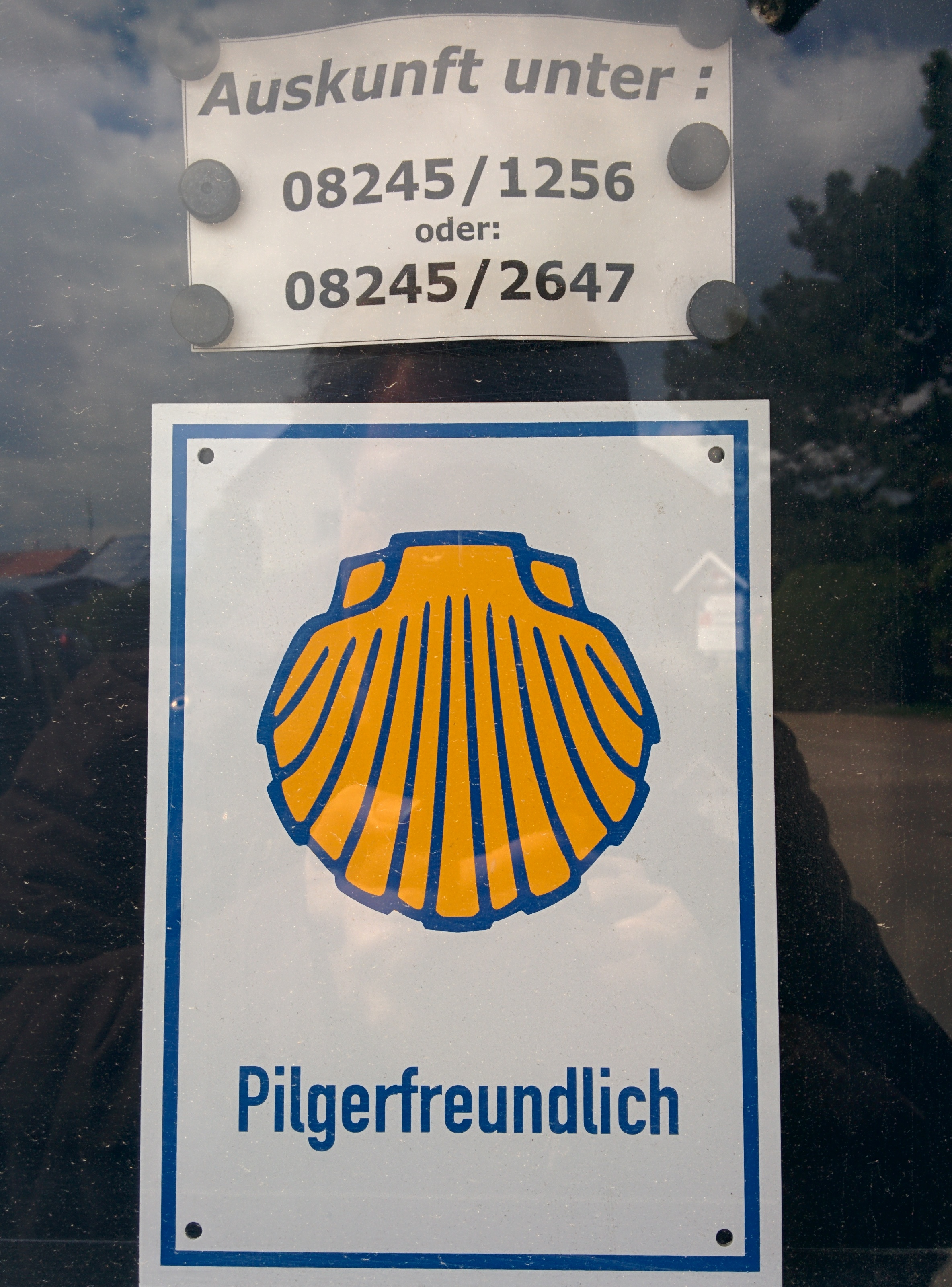
Beschilderung eines pilgerfreundlichen Hotels im Landkreis Unterallgäu am Bayerischen Jakobsweg

Eine Pilgerherberge (auch Pilgerspital, Pilgerhospiz oder Hospiz) ist eine Unterkunft für Reisende, die sich auf einer Wallfahrt oder einer Pilgerreise befinden.

## Geschichte
Historisch entstanden die Pilgerherbergen in Europa mit dem Aufkommen der Pilgerströme zu weit entfernten Wallfahrtsorten. Auf dem Jakobsweg, dem Weg nach Santiago de Compostela, waren im Mittelalter unzählige Menschen unterwegs. In den Städten wurden Elendenherbergen für die Fremden eingerichtet. Sie wurden durch Spenden und Stiftungen finanziert und von Pflegern und einem Verwalter geführt. Meist nur für einen Tag durften die Gäste unter sicherer Obhut übernachten. Allerdings wurden dort neben den Pilgern auch andere Obdachlose und sogar Pfründer aufgenommen. Außerdem beherbergten Klöster und ihre karitativen Einrichtungen entlang dieser Routen die Pilger. Die Verpflichtung zur Aufnahme von Gästen ist teilweise in den Ordensregeln festgeschrieben und findet sich – gut nachvollziehbar für den Benediktinerorden – in deren Regeln, in Kapitel 53, welche die Aufnahme von Gästen der von Jesu gleichstellt. Mit der Reformation wurden viele Klöster aufgelöst und ihre karitativen Aufgaben mussten von den zivilen Behörden übernommen werden. In Frankreich wurden Pilgerherbergen ursprünglich Hôtel-Dieu (französisch; übersetzt „Herberge Gottes“) genannt, die meist in der Nähe einer Kathedrale errichtet wurden. Die ersten Hôtels-Dieu sind aus dem 7. Jahrhundert bekannt. Im Laufe der Jahrhunderte wandelte sich die Nutzung von der reinen Beherbergung hin zur Versorgung von Alten oder Kranken (ähnlich Hospitälern oder Hospizen).

## Pilgerherbergen heute
Mit der Wiederbelebung des Pilgertums ist auch eine neue Nachfrage nach günstigen Übernachtungsmöglichkeiten entstanden. Auch heute noch gibt es Pilgerherbergen in Klöstern. Darüber hinaus unterhalten Kirchengemeinden oder religiöse Vereinigungen ebenso Unterkünfte für Pilger, wie es auch kommunale oder privatwirtschaftlich organisierte Pilgerherbergen gibt.
Die in der Regel preiswerten Unterkünfte (oftmals werden Pilgerherbergen auf Spendenbasis finanziert und von ehrenamtlichen Mitarbeitern betrieben) bieten Schlafplätze in Mehrbettzimmern oder Schlafsälen. Ein eigener Schlafsack ist erforderlich. Eine Reservierung ist in der Regel nicht möglich, da die Betten gewöhnlich nach Ankunftszeit vergeben werden. Fußpilger werden oft bevorzugt aufgenommen, da man Radpilgern eine größere Flexibilität bei der Herbergssuche unterstellt. Pilgerherbergen stehen ausschließlich Pilgern offen, die dort für eine Nacht übernachten (bei Krankheit auch länger). Als Nachweis der Pilgerschaft dient ein Pilgerpass oder das Beglaubigungsschreiben der Heimatgemeinde. Da die Pilgerherbergen teils nicht ganzjährig geöffnet sind, sollten Pilger sich vor Reisebeginn über die Öffnungszeiten bzw. Einschränkungen informieren.
Die meisten Pilgerherbergen der letzten Jahrzehnte sind entlang der Jakobswege entstanden. Somit findet sich das dichteste Netz von Herbergen in Spanien (span. Albergue / Refugio de Peregrinos). Ebenfalls in Frankreich (franz. Auberge de Pèlerins) und anderen europäischen Ländern gibt es Pilgerherbergen entlang der Jakobswege.

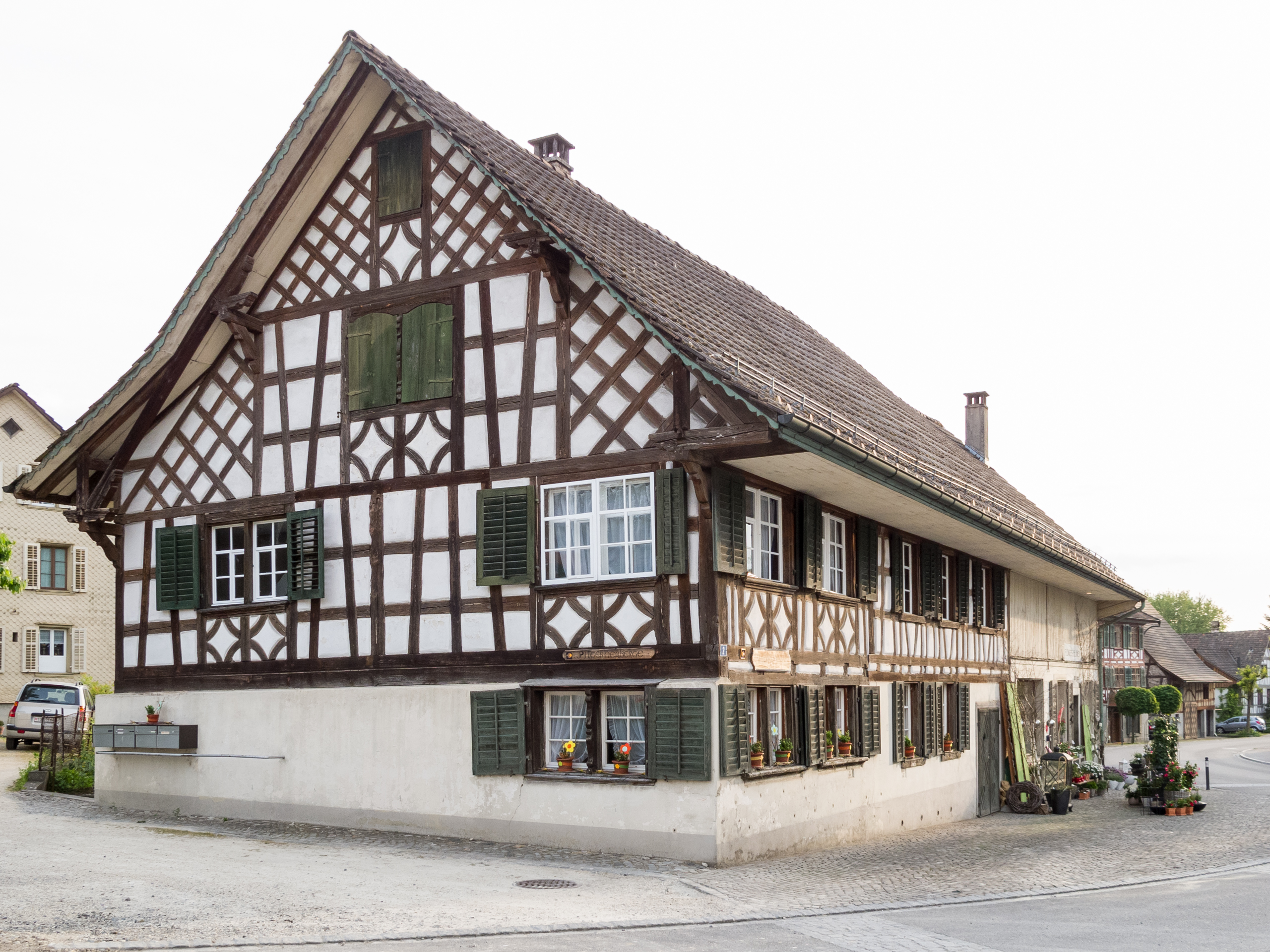
Pilgerherberge Märstetten TG

In der Schweiz gibt es bis heute (Mai 2009) fünf Pilgerherbergen. Am Schwabenweg von Konstanz nach Einsiedeln liegen die Pilgerherbergen in Märstetten und Tobel, die Pilgerherberge Frommenhausen liegt gleich an drei Jakobswegen (Beuroner, hohenzollerischer und Tübinger Jakobsweg) und an dem Martinusweg, am Jakobsweg von Rorschach nach Einsiedeln die Pilgerherberge in St. Gallen und in Rapperswil sowie in der Westschweiz in Gland.
Der einzige Pilgerweg in Deutschland, der über ein vollständiges Herbergssystem verfügt (jeweils in Abständen von 15–20 Kilometern), ist der 2003 eröffnete Ökumenische Pilgerweg durch Sachsen, Sachsen-Anhalt und Thüringen von Görlitz nach Vacha im historischen Verlauf der Via Regia, der ebenfalls Teil des jakobäischen Wegenetzes ist.